# Luberta nymbisalis
Luberta nymbisalis (лат.) — вид чешуекрылых из подсемейства совок-пядениц. Единственный представитель рода Luberta.

## Описание
Голова и грудь охристо-коричневые. Щупики перевёрнуты. Второй их членик прямой и очень длинный, с длинной бахромой сзади. Третий членик в пять раз короче второго. Усики покрыты реснитчатыми волосками. Размах крыльев 40 мм. Передний угол передних крыльев острый. Брюшко светло-коричневое.

## Распространение
Вид встречается только Боливии.